# Císařov
Císařov (en allemand : Kaiserswerth) est une commune du district de Přerov, dans la région d'Olomouc, en République tchèque. Sa population s'élevait à 304 habitants en 2020.

## Géographie
Císařov se trouve à 8 km à l'ouest de Přerov, à 17 km au sud-sud-est d'Olomouc et à 221 km à l'est-sud-est de Prague.
La commune est limitée par Brodek u Přerova au nord et à l'est, par Rokytnice au sud-est, par Troubky au sud, et par Citov à l'ouest.

## Histoire
La première mention écrite de la localité date de 1785.